# Healdtown Native School
Die Healdtown Native School, vor 1994 allgemein als Healdtown Institution (kurz: Healdtown, abgekürzt: HI) überregional bekannt, war eine christliche Bildungseinrichtung nahe der südafrikanischen Kleinstadt Fort Beaufort, in Nachbarschaft zur Siedlung Tyatyora liegend. Ihr historischer Ausgangspunkt bildete eine von Reverend Henry Calderwood als Missionsstation Birklands gegründete Schule. Seit der Neueröffnung der Nachfolgeeinrichtung im Jahre 1994 nennt diese sich nun Healdtown Comprehensive High School (deutsch: „Healdtown-Gesamtschule“).

## Entwicklung
Der Beginn des Schulbetriebs in Birklands bei Fort Beaufort geht auf das Jahr 1845 zurück und erfolgte unter der Führung der London Missionary Society. Reverend Calderwood war später als staatlicher „Eingeborenenbeauftragter“ (Native Commissioner) unter der Xhosa-Bevölkerung tätig. Ursprünglich diente die Schule der Ausbildung von Laienpredigern und als Grundschule für Kinder der amaFengu (Mfecane-Periode).
George Edward Grey, der Gouverneur der Kapkolonie, veranlasste ab 1854 die Einführung von beruflich orientierten Ausbildungsmöglichkeiten für Schwarze. Dessen Entscheidung beförderte in starkem Maße die Entstehung darauf ausgerichteter Institutionen oder neuer Teilbereiche in vorhandenen Schulen.
An der Schule von Birklands begannen im Jahre 1855 Planungen für ein Ausbildungsprogramm für Schwarze. Das Lehrplanprofil entstand nach dem Vorbild der Lovedale Mission bei Alice. Das waren hier handwerkliche Kurse für künftige Eisenschmiede, Maurer, Zimmerer, Schumacher und weitere Berufsrichtungen. Noch im selben Jahr begannen die ersten Unterrichtsveranstaltungen. Damit war für die Mission Station Birklands ein neuer Schulstatus gegeben. Die Einrichtung wurde ein College.
Etwa zehn Jahre später stellte die Kolonialverwaltung ihre Unterstützung für den berufsbildenden Sektor ein und die Berufsschule wurde wieder geschlossen. Zu dieser Zeit begann James Heald, ein britischer Parlamentarier und der Schatzmeister der Wesleyan Methodist Missionary Society, Geld für eine Ausbildungsstätte von methodistischen Geistlichen zu sammeln. Dieses Priesterseminar wurde 1883 von Healdtown nach Lesseyton zur Lesseyton Native Ministers’ Training School und 1917 an das South African Native College nach Fort Hare verlagert, wo es seit den 1880er Jahren eine theologische Abteilung gab.
In den 1880er Jahren war Healdtown dafür bekannt, einen der höchsten Werte bei den Absolventenzahlen unter den Grundschulen (primary school) für Kinder der schwarzen Bevölkerungsgruppe erreicht zu haben.
Als 1956 der Bantu Education Amendment Act (Act 36 / 1956) landesweit die Finanzierung des nichtstaatlichen Schulsektors umstellte und die staatliche Aufsicht über diesen Bereich verordnete, ging die Bildungseinrichtung aus der Regie der Methodist Church of Southern Africa zwangsweise in die Verwaltung des Department of Education (Abteilung unter dem Minister of Native Affairs) über. Stanley G. Pitts, der letzte Schuldirektor aus dem Kreise der Methodisten verließ 1968 die Institution. Seit dieser Zeit verfiel die Gebäudesubstanz.
Im Jahre 1970 schloss die Ciskei-Regierung mit den Methodisten einen Nutzungsvertrag für die Gebäude ab und benannte die Schule in Ilanga High School um. Schließlich wurden hier Dienststellen des Ciskei Department of Education untergebracht. Die fortgesetzt mangelhafte Gebäudeunterhaltung brachte den weiteren Verfall der Bauten mit sich. In diesem Zustand wurden sie das Ziel von mutwilligen Beschädigungen und erlitten dabei erhebliche Schäden. Schließlich kam es im Verlaufe landesweiter Unruhen in Folge des Soweto-Aufstandes hier zur Brandstiftung durch unbekannte Täter, wobei einige Schulgebäude niederbrannten.
Die Methodist Church of Southern Africa und die Ciskei-Regierung erzielten zur Frage der Fortführung des Schulbetriebs und der Kosten für die Gebäudesanierung kein gemeinsames Ergebnis, worauf die Einrichtung 1978 durch die Ciskei-Administration geschlossen wurde.
Mit dem Ende der Apartheid kam es auf Initiative des Ministers für Bildung und Kultur des Homelands Ciskei, P. P. Jacobs, sowie mit Unterstützung des Independent Development Trust und einer Unterstützergruppe aus Kanada zur Wiedereröffnung als Gesamtschule (Healdtown Comprehensive High School). Seither ist die Methodist Church wieder Eigentümer der Liegenschaft, die Aufwendungen für das Lehrpersonal und das nichtpädagogische Personal werden aus öffentlichen Haushalten finanziert.
Im Jahre 2011 ergriff der staatliche Erdölkonzern PetroSA eine Initiative zur Restaurierung des historischen Gebäudekomplexes. Das Vorhaben wurde in das Programm Historic Schools Restoration Project (HSRP) aufgenommen, das unter der Schirmherrschaft des ehemaligen anglikanischen Erzbischofs Njongonkulu Ndungane steht.

## Bekannte Absolventen der Einrichtung
- John Tengo Jabavu (1859–1921), Gründer (1884) und Redakteur von Imvo Zabantusundu ab 1884[16][12]
- Silas Kanunu, ehemaliger Sportfunktionär (Football) und Menschenrechtsanwalt
- Nelson Mandela (1918–2013), ehemaliger Präsident Südafrikas (seit 1937 für die letzten beiden Jahre seiner High-School-Zeit)[15]
- Seetsile Modiri Molema, Autor von Bantu Past and Present und ehemaliger Hauptschatzmeister des ANC.[12]
- Robert Sobukwe (1924–1978), der Gründer des Pan Africanist Congress
- Govan Mbeki (1910–2001), ANC-Politiker
- Raymond Mhlaba (1920–2005), ANC-Politiker
- Rev. Seth Mokitimi (1904–1971), ein früherer Direktor von Healdtown und der erste Schwarze, der zum Präsidenten der Conference der Methodist Church of Southern Africa gewählt wurde.
- Alfred Nzo (1925–2000), ANC-Politiker[17]
- Zola Skweyiya (1943–2018), Politiker mit Ministerämtern (Öffentlicher Dienst, Soziales) und South African High Commissioner in London[12]

## Weiterführende Literatur
- Healdtown 1855–1955: Centenary Brochure of Healdtown Missionary Institution. Healdtown, Lovedale Press, 1956.
- Joseph Ability Mzwanele Peppeta: A portrait of a school: Healdtown Missionary Institution (1925–1955) through the eyes of some of its ex-pupils. Master Thesis, Rhodes University, Department of Education, Grahamstown 1989[18]